# Clan Ross
Ross ist der Name eines schottischen Clans in Ross-shire.

## Geschichte
Der Clan Ross wurde als solcher erstmals im Jahre 1160 von König Malcolm IV. von Schottland erwähnt. Der erste Chief war der zur O'Beolain (Ó Beólláin, Boland, Bolan) Familie gehörende Ferchar, 1. Earl of Ross, auch bekannt als Fearchar Mac-an-t-sagairt („Sohn des Priesters“). Ferchar stammte vermutlich aus dem südlichen Ross-shire und wurde in den 1220er Jahren zum Earl of Ross erhoben. Seine Nachfahren benannten sich nach dem Earldom, das bis zum Ende des 14. Jahrhunderts im Besitz seiner direkten Nachfahren blieb. Die Würde des Clanoberhaupts fiel dann an die Nachfahren eines jüngeren Sohns von Hugh Ross, 4. Earl of Ross, die Herren von Balnagown Castle waren.

## Chief
Der aktuelle Chief des Clans ist David Campbell Ross of Ross and Shandwick (* 1934), der am 21. Dezember 1999 vom Lord Lyon King of Arms anerkannt wurde.

## Schlösser
Der ehemalige Sitz der Familie Ross war Balnagown Castle, auch als Balnagowan bezeichnet. bezeichnet.
Andere Schlösser, die von dem Clan gehalten wurden, waren Arnage Castle, Balconie Castle, Portencross Castle und Sanquhar Castle.

## Adelstitel
Mitglieder des Clans führen bzw. führten folgende Adelstitel:
- Mormaer/Earl of Ross (Peerage of Scotland, um 1215)
- Lord Ross (Peerage of Scotland, 1499)
- Baron Ross of Marnock (Life Peerage, Peerage of the United Kingdom, 1979)
- Baron Ross of Newport (Life Peerage, Peerage of the United Kingdom, 1987)
- Lockhart-Ross Baronet, of Carstairs in the County of Lanark (Baronetage of Nova Scotia, 1672)
- Ross Baronet, of Dunmoyle in the County of Tyrone (Baronetage of the United Kingdom, 1919)
- Ross Baronet, of Whetstone in the County of Middlesex (Baronetage of the United Kingdom, 1960)